# Завършилите
„Завършилите“ (на испански: Graduados) е аржентинска теленовела, произведена и излъчена от Telefe от 12 март до 19 декември 2012 г.

## Актьори
- Нанси Дупла – Мария Лаура Фалсини
- Даниел Хендлер – Андрес Годцер
- Лучано Касерес – Пабло Катанео
- Хулиета Ортега – Вероника Диорио
- Изабел Македо – Патриша Лонго